# Pertusaria novae-zelandiae
Pertusaria novae-zelandiae är en lavart som beskrevs av Szatala. Pertusaria novae-zelandiae ingår i släktet Pertusaria och familjen Pertusariaceae.   Inga underarter finns listade i Catalogue of Life.